# Riga
Riga (tiếng Latvia: Rīga) là thủ đô của Latvia và là thành phố lớn nhất trong số tất cả các nước vùng Baltic. Dân số 699.203 dân (theo thống kê năm 2012), Riga là thành phố lớn nhất trong các nước Baltic, một trong các thành phố lớn nhất Bắc Âu và là nơi chiếm hơn 1/3 dân số Latvia. Riga là một trung tâm tài chính, thương mại, hải cảng, công nghiệp và văn hóa quan trọng của vùng Baltic. Riga nằm trên bờ sông Daugava không xa vịnh Riga. Thành phố Riga có diện tích 307,17  km² và có cao độ 10 m trên mực nước biển trên một đồng bằng cát bằng phẳng. Khu trung tâm phố cổ của Riga đã được công nhận là Di sản văn hoá thế giới, và thành phố đã nổi tiếng với kiểu kiến trúc theo phong cách Art Nouveau (Jugendstil), có thể so sánh với Viên hay Sankt-Peterburg.
Riga được lập năm 1201 và đã là một thành viên của Liên minh Hanseatic. Riga sẽ là thủ đô văn hóa châu Âu năm 2014 cùng với Umeå ở Thụy Điển. Riga có sân bay quốc tế Riga lớn nhất trong các nước Baltic.
Riga là một thành viên của Eurocities, the Union of the Baltic Cities (UBC) và Liên minh các thủ đô của Liên minh châu Âu (UCEU).

## Địa lý
Các đơn vị hành chính của Riga bao gồm ba quận (Trung tâm, Bắc và Kurzeme) và ba vùng ngoại ô (Latgale, Vidzeme và Zemgale). Tên gọi hiện tại của chúng được xác nhận vào ngày 28 tháng 12 năm 1990. Hội đồng Thành phố Riga đang có kế hoạch chia các quận và vùng ngoại ô thành những khu phố nhỏ hơn.

### Khí hậu
Riga có khí hậu lục địa ẩm (phân loại khí hậu Köppen Dfb). Những tháng lạnh nhất là tháng Một và tháng Hai, khi nhiệt độ trung bình là −5 °C (23 °F). Vị trí gần biển khiến nơi này thường có mưa và sương mù trong mùa thu. 
| Dữ liệu khí hậu của Riga                | Dữ liệu khí hậu của Riga | Dữ liệu khí hậu của Riga | Dữ liệu khí hậu của Riga | Dữ liệu khí hậu của Riga | Dữ liệu khí hậu của Riga | Dữ liệu khí hậu của Riga | Dữ liệu khí hậu của Riga | Dữ liệu khí hậu của Riga | Dữ liệu khí hậu của Riga | Dữ liệu khí hậu của Riga | Dữ liệu khí hậu của Riga | Dữ liệu khí hậu của Riga | Dữ liệu khí hậu của Riga |
| Tháng                                   | 1                        | 2                        | 3                        | 4                        | 5                        | 6                        | 7                        | 8                        | 9                        | 10                       | 11                       | 12                       | Năm                      |
| --------------------------------------- | ------------------------ | ------------------------ | ------------------------ | ------------------------ | ------------------------ | ------------------------ | ------------------------ | ------------------------ | ------------------------ | ------------------------ | ------------------------ | ------------------------ | ------------------------ |
| Cao kỉ lục °C (°F)                      | 10.2 (50.4)              | 13.5 (56.3)              | 20.5 (68.9)              | 27.9 (82.2)              | 30.1 (86.2)              | 33.8 (92.8)              | 34.1 (93.4)              | 33.6 (92.5)              | 29.3 (84.7)              | 23.4 (74.1)              | 17.2 (63.0)              | 11.5 (52.7)              | 34.1 (93.4)              |
| Trung bình ngày tối đa °C (°F)          | −2.3 (27.9)              | −1.7 (28.9)              | 2.7 (36.9)               | 9.8 (49.6)               | 16.2 (61.2)              | 20.1 (68.2)              | 21.7 (71.1)              | 21.0 (69.8)              | 16.3 (61.3)              | 10.4 (50.7)              | 3.9 (39.0)               | 0.3 (32.5)               | 9.9 (49.8)               |
| Trung bình ngày °C (°F)                 | −5.1 (22.8)              | −4.7 (23.5)              | −1.0 (30.2)              | 5.4 (41.7)               | 11.1 (52.0)              | 15.1 (59.2)              | 17.0 (62.6)              | 16.4 (61.5)              | 12.2 (54.0)              | 7.2 (45.0)               | 1.7 (35.1)               | −2.1 (28.2)              | 6.1 (43.0)               |
| Tối thiểu trung bình ngày °C (°F)       | −7.8 (18.0)              | −7.6 (18.3)              | −4.7 (23.5)              | 1.0 (33.8)               | 5.9 (42.6)               | 10.0 (50.0)              | 12.3 (54.1)              | 11.8 (53.2)              | 8.0 (46.4)               | 4.0 (39.2)               | −0.5 (31.1)              | −4.4 (24.1)              | 2.3 (36.2)               |
| Thấp kỉ lục °C (°F)                     | −33.7 (−28.7)            | −34.9 (−30.8)            | −23.3 (−9.9)             | −11.4 (11.5)             | −5.3 (22.5)              | −1.2 (29.8)              | 4.0 (39.2)               | 0.0 (32.0)               | −4.1 (24.6)              | −8.7 (16.3)              | −18.9 (−2.0)             | −31.9 (−25.4)            | −34.9 (−30.8)            |
| Lượng Giáng thủy trung bình mm (inches) | 33.7 (1.33)              | 27.0 (1.06)              | 27.9 (1.10)              | 41.1 (1.62)              | 42.5 (1.67)              | 59.9 (2.36)              | 74.3 (2.93)              | 73.1 (2.88)              | 78.9 (3.11)              | 60.2 (2.37)              | 57.3 (2.26)              | 46.0 (1.81)              | 620.9 (24.44)            |
| Lượng tuyết rơi trung bình cm (inches)  | 8.4 (3.3)                | 7.3 (2.9)                | 6.1 (2.4)                | 1.0 (0.4)                | 0.0 (0.0)                | 0.0 (0.0)                | 0.0 (0.0)                | 0.0 (0.0)                | 0.0 (0.0)                | 0.7 (0.3)                | 2.2 (0.9)                | 7.0 (2.8)                | 32.7 (12.9)              |
| Số ngày giáng thủy trung bình           | 21.5                     | 18.6                     | 15.7                     | 11.0                     | 11.8                     | 12.1                     | 12.8                     | 13.7                     | 13.0                     | 16.0                     | 18.9                     | 20.6                     | 185.7                    |
| Độ ẩm tương đối trung bình (%)          | 87.9                     | 85.2                     | 79.4                     | 69.7                     | 67.7                     | 72.0                     | 74.2                     | 76.7                     | 81.1                     | 85.1                     | 90.2                     | 89.4                     | 79.9                     |
| Số giờ nắng trung bình tháng            | 31.0                     | 62.2                     | 127.1                    | 183.0                    | 263.5                    | 288.0                    | 263.5                    | 229.4                    | 153.0                    | 93.0                     | 39.0                     | 21.7                     | 1.754,4                  |
| Chỉ số tia cực tím trung bình           | 0                        | 1                        | 2                        | 3                        | 5                        | 6                        | 5                        | 5                        | 3                        | 1                        | 0                        | 0                        | 3                        |
| Nguồn:                                  |                          |                          |                          |                          |                          |                          |                          |                          |                          |                          |                          |                          |                          |

## Kinh tế
Riga là một trong những trung tâm kinh tế và tài chính quan trọng của các nước Baltic. Khoảng một nửa trong số tất cả các việc làm tại Latvia ở Riga và thành phố tạo ra hơn 50% GDP của Latvia cũng như trên một nửa kim ngạch xuất khẩu của Latvia. Các ngành xuất khẩu lớn nhất gồm có sản phẩm gỗ, IT, sản xuất thực phẩm và nước giải khát, dược phẩm, vận chuyển và cảng Riga là một trong những cảng lớn nhất ở vùng Baltic. Cảng thông qua 34 triệu tấn hàng trong năm 2011 và có tiềm năng cho sự tăng trưởng trong tương lai với các cảng mới phát triển trên Krievu Sala. Du lịch cũng là một ngành lớn ở Riga và sau khi suy giảm trong các cuộc khủng hoảng, tăng trưởng 22% trong năm 2011.

## Nhân khẩu
Với 702.891 dân thời điểm tháng 7 năm 2011, Riga là thành phố lớn nhất trong các nước vùng Baltic, mặc dù dân số đã giảm từ dưới 1 triệu vào năm 1991. Nguyên nhân đáng chú ý bao gồm di dân, tỷ lệ sinh thấp. Một số ước tính rằng dân số có thể giảm đến 50% vào năm 2050. Theo dữ liệu điều tra dân số 2011, người Latvia chiếm 46,33% dân số của Riga, với tỷ lệ phần trăm của người Nga 40,21%, người Belarus 3,88%, người Ukraina 3,45%, người Ba Lan 1,85%, người Litva 0,83% và các dân tộc khác 3,46%. So với toàn quốc, 62,1% dân số của Latvia là người Latvia, 26,9% là người Nga, 3,3% là người Belarus, 2,2% là người Ukraina, 2,2% là người Ba Lan, 1,2% người Litva và các% dân tộc khác chiếm 2,1%.
Khi phục hồi độc lập của Latvia trong năm 1991, những người nhập cư thời kỳ Xô viết (và con cái của họ sinh ra trước năm 1991) là không tự động được cấp quốc tịch Latvia bởi vì họ đã di chuyển đến lãnh thổ của Latvia trong những năm thời Liên Xô. Tỷ lệ người Latvia ở Riga đã tăng từ 36,5% năm 1989 đến 42,4% trong năm 2010. Ngược lại, tỷ lệ phần trăm người Nga đã giảm từ 47,3% lên 40,7% trong cùng một khoảng thời gian. Người Latvia đã vượt qua Nga là nhóm sắc tộc lớn nhất trong năm 2006. Năm 2005, 16,2% dân số sống dưới mức nghèo đói, và các nhóm dễ bị tổn thương nhất là trẻ em, thanh niên và người cao tuổi.